# Pétronille de Bar-sur-Seine
Pétronille de Bar-sur-Seine (née vers 1151, † après 1223) est comtesse de Bar-sur-Seine en Champagne. Elle est la fille de Milon III de Bar-sur-Seine et de Agnès de Baudement.

## Biographie
Elle est la fille du comte de Bar-sur-Seine Milon III, mais à la mort de ce dernier en 1151, le comté revient à son oncle Manassès.
Vers 1166, Manassès renonce au comté et embrasse l'état monastique. Il cède alors la comté à sa nièce, mais encore mineure, le comté est administré par son oncle Thibaut jusqu'à son mariage. Toutefois, Thibaut, contrairement à ses deux frères aînés, n'aura pas le titre de comte de Bar-sur-Seine et sera désigné dans les chartes comme noble homme, Thibaut de Bar.
En 1168, elle apporte par mariage le comté de Bar-sur-Seine à son époux Hugues IV du Puiset.
En 1189, elle administre le comté de Bar-sur-Seine après la mort de son mari Hugues et pendant la minorité de son fils Milon IV.
En 1218, elle administre une seconde fois le comté de Bar-sur-Seine pendant que son fils Milon IV et son petit-fils Gaucher sont en Terre sainte.
En 1219, son fils et son petit-fils meurent au siège de Damiette pendant la cinquième Croisade.

## Mariage et enfants
En 1168, elle épouse Hugues IV du Puiset, vicomte de Chartres, fils d'Erard IV du Puiset et d'Héloïse de Roucy, dont ils eurent quatre enfants connus :
- Milon IV du Puiset, qui succède à son père ;
- Helvis du Puiset, qui a une fille de son premier mari (nom inconnu), Laure du Puiset (qui épouse Pons, seigneur de Cuiseaux) ; et épouse en secondes noces Gui de Sennecey ;
- Marguerite du Puiset, qui épouse Simon de Bricon, puis en secondes noces Eudes d'Apremont-sur-Saône ;
- Agnès du Puiset, qui épouse Jacques de Durnay.

## Sources
- Marie Henry d'Arbois de Jubainville, Histoire des Ducs et Comtes de Champagne, 1865.
- Lucien Coutant, Histoire de la ville et de l'ancien comté de Bar-sur-Seine, 1854.